# استیتلس (گروه موسیقی)
استیتلس (به انگلیسی: Stateless) گروهٔ موسیقی الکترونیک انگلیسی می‌باشد که در سال ۲۰۰۲ به‌وجود آمد و در لیدز و لندن مستر است. اعضای گروه عبارتند از کریس جیمز (آواز، کیبورد، گیتار)، کیدکانوویل (ترن‌تیبل، سمپلینگ، پروگرامینگ)، جاستین پرسیوال (بیس، آواز) و دیوید لوین (درامز).